# Здзяр-Малий
Здзяр-Малий (пол. Zdziar Mały) — село в Польщі, у гміні Старожреби Плоцького повіту Мазовецького воєводства.
Населення — 78 осіб (2011).
У 1975-1998 роках село належало до Плоцького воєводства.

## Демографія
Демографічна структура станом на 31 березня 2011 року:
|          | Загалом | Допрацездатний вік | Працездатний вік | Постпрацездатний вік |
| -------- | ------- | ------------------ | ---------------- | -------------------- |
| Чоловіки | 38      | 4                  | 23               | 11                   |
| Жінки    | 40      | 9                  | 16               | 15                   |
| Разом    | 78      | 13                 | 39               | 26                   |